# Янгблад Хоук (роман)
«Янгблад Хоук» (англ. Youngblood Hawke) — роман Германа Вука о взлёте и падении карьеры талантливого молодого писателя из бедного Кентукки, который ненадолго становится звездой литературного общества Нью-Йорка. Сюжет был основан на биографии уроженца Северной Каролины американского писателя Томаса Вулфа.
История публиковалась в журнале «Макколс» с марта по июль 1962 года. Отдельной книгой роман впервые вышел в издательстве Doubleday 18 мая 1962 года.

## Краткое содержание
Артур Янгблад Хоук, бывший военнослужащий ВМФ США родом из сельской местности в штате Кентукки, приезжает в Нью-Йорк, чтобы опубликовать свой первый роман «Милосердие для забвения». У покойного отца Хоука были литературные амбиции, которые ему пришлось оставить из-за супруги — матери Хоука — женщины с практичным характером, годами пытающейся разбогатеть на семейных связях в угледобывающем бизнесе. Поведение родителей заложило в писателе внутренний конфликт между литературным ремеслом и навязчивым желанием разбогатеть.
После публикации первого романа Хоук знакомится с замужней женщиной старше его, Фридой Винтер, с которой вступает в длительные отношения. Он также общается с Джин Грин, своим редактором, которая помогла ему с изданием первой книги. Его второй роман приобретает читательский успех. Хоук становится литературной сенсацией Нью-Йорка.
Слава приносит писателю некоторый достаток, но Хоука преследует страсть быстро скопить ещё большее богатство. Он связывается со Скоттом Хоагом, строителем из родного города Хоука, который привлекает его к участию в строительстве объектов недвижимости в пригородах. Спустя несколько лет напряжённого ведения бизнеса Хоук залезает в большие долги.
Приложив большие усилия, он зарабатывает деньги, которые покрывают его долги, но подрывает здоровье. Хоук расстроен тем, что упустил Джин Грин, любовь всей своей жизни, которая назло ему вышла замуж за нелюбимого мужчину. Писатель чувствует себя ответственным и за самоубийство сына любовницы Фриды Винтер. Его всё чаще мучают головные боли — последствие травмы, которую он получил во время перевозки угля. Роман заканчивается смертью молодого Хоука от инфекции. Только после смерти к нему приходит известность, к которой он стремился при жизни.

## Экранизация
В 1964 году кинокомпания Warner Bros. экранизировала роман. Сценарий был написан Делмером Дэйвсом, совместно с автором книги. Дэйвс также был продюсером и режиссёром картины. Музыку к фильму написал композитор Макс Стайнер. Картина продолжительностью 137 минут вышла на экраны 4 ноября 1964 года. Из-за экономии средств фильм был снят в черно-белом формате, в то время как большинство крупных картин того времени уже производились в цвете. Роль Янгблада Хоука сыграл Джеймс Францискус.